# Водяной телеграф

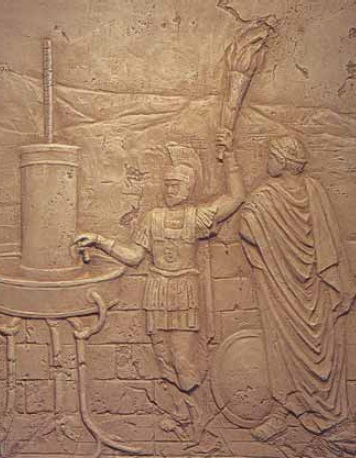
Эней использовал древний гидравлический телеграф, чтобы послать сообщение.

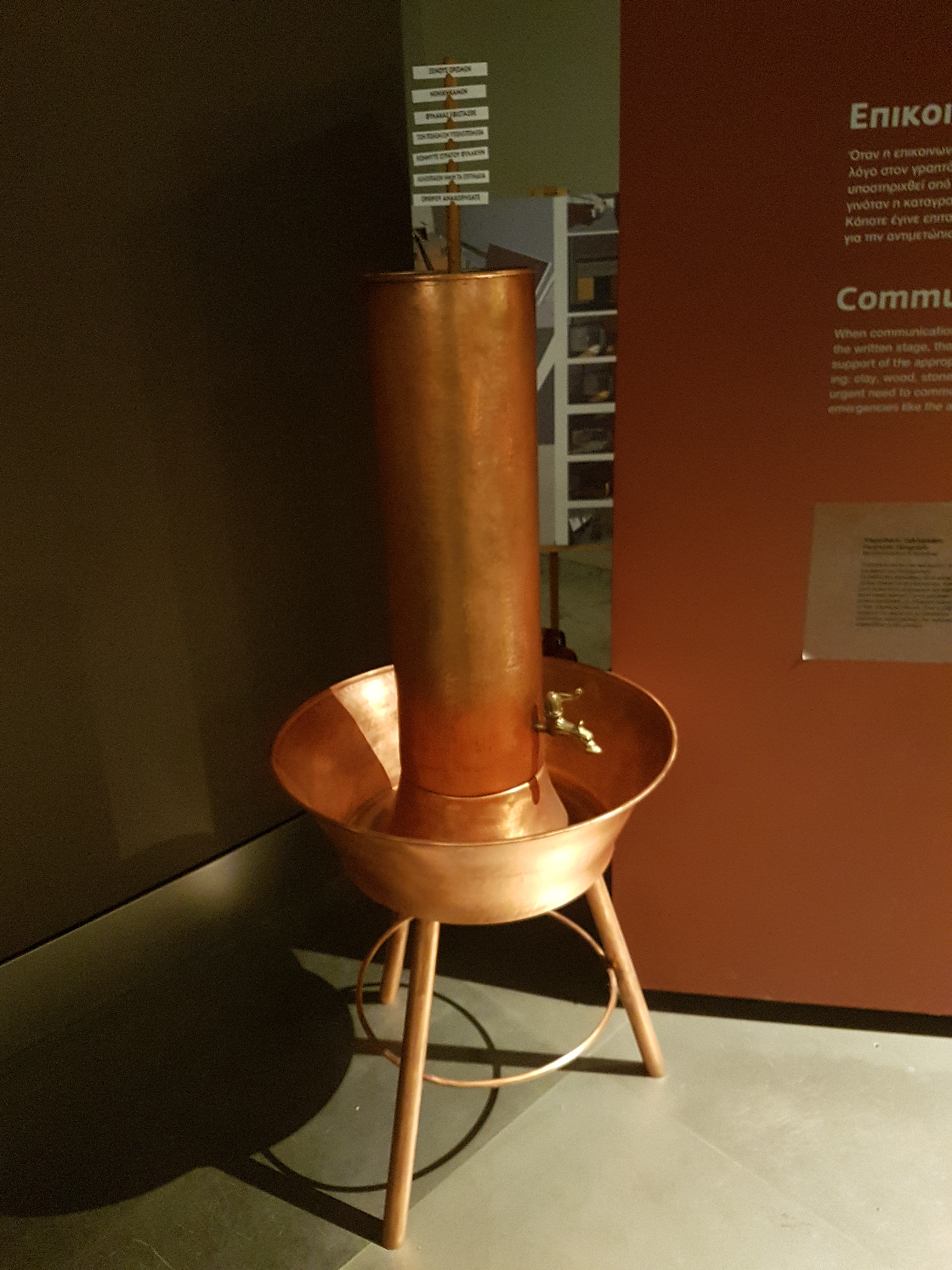
Реконструкция, Научный центр и музей технологии (Салоники)

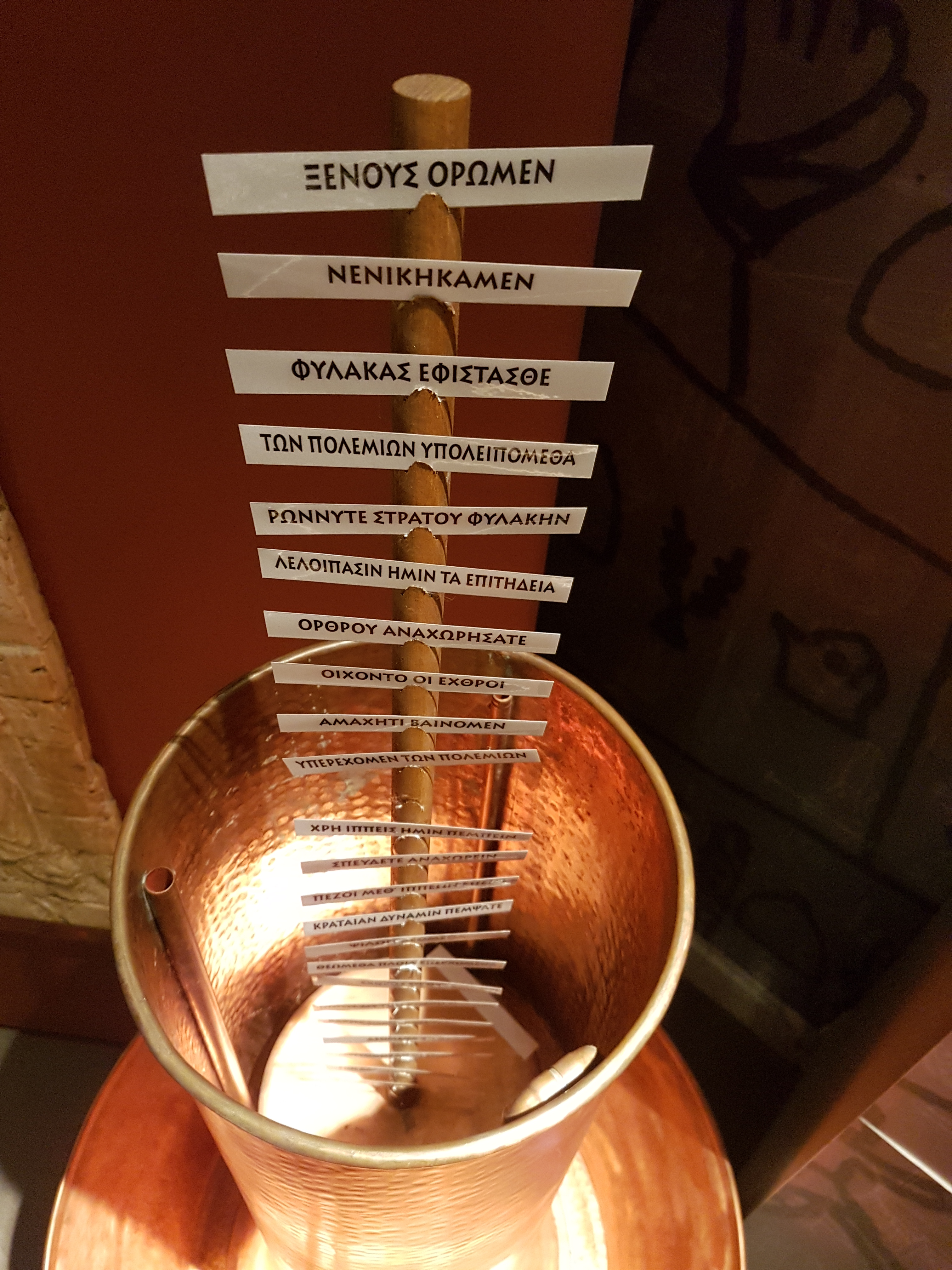
Реконструированная модель, сообщения прикреплены к стержню, Научный центр и музей технологии (Салоники)

Водяной телеграф — общее обозначение для двух систем связи, одна из которых работала в IV веке до н. э. в Греции, другая — в XIX веке в Великобритании. В греческой системе также использовались сигнальные огни, а британская система была чисто гидравлической.

## Античный телеграф
Эней Тактик описывает античный телеграф следующим образом. В два глиняных сосуда одинаковой длины и диаметра вставляются два куска пробки, немного уже сосудов. На пробке укрепляется вертикальная стойка, разграниченная на 24 деления. Каждое из делений означает событие, частое во время войны, например, первое деление обозначает событие «вторжение всадников», второе — «вторжение тяжеловооружённой пехоты», третье — «вторжение лёгкой пехоты» и т. д. У дна каждого сосуда должно находиться сливное отверстие, одинакового размера и одинаково расположенное для обоих сосудов.
Будучи заполнены до краёв, сосуды готовы к телеграфированию. Один из них ставится на передающей станции, другой — на принимающей. При наступлении ночи с передающей стороны подаётся сигнал поднятым факелом. Принимающая сторона тем же способом извещает о своей готовности. Тогда отправитель опускает факел и одновременно открывает слив, то же делает получатель. Вода вытекает, пока сообщение, которое нужно передать, не поравняется с краем сосуда. В этот момент передающий вновь поднимает факел. Адресат смотрит, до какого деления опустился поплавок у него, и, таким образом, узнает, какая информация получена по телеграфу.
Герман Дильс считает, что описание Энея не вполне верно, 24 отметки означали 24 буквы греческого алфавита, а не 24 возможных происшествия. По его мнению, устройство могло передавать 20 букв в час.
Экспериментальная проверка, проведенная М. А. Куликовой, показала, что античный водяной телеграф мог передавать 50 букв в час. В 2024 году оценка была улучшена: за счет перегруппировки букв по отметкам не по алфавиту, а по частоте встречаемости в текстах, а также установки еще одного сосуда (чтобы они работали попеременно и залив воды происходил в фоновом режиме) можно добиться скорости 151 буква в час.